# إدوارد فريتش
إدوارد فريتش (بالفرنسية: Édouard Fritch) (و. 1952 – م) هو سياسي من فرنسا ولد في بابيتي.
تولى منصب مير (عمدة) .